# 3a etapa del Tour de França de 2011
La 3a etapa del Tour de França de 2011 es disputà el dilluns 4 de juliol de 2011 sobre un recorregut de 198 km, entre Olonne-sur-Mer i el Redon. El vencedor final fou l'estatunidenc Tyler Farrar, que s'imposà a l'esprint.

## Perfil de l'etapa
Etapa plana, amb una única dificultat muntanyosa, l'ascensió al Pont de Saint-Nazaire, de 4a categoria (km 143) (1,1 km al 4,9%), que permet travessar el Loira i duu els ciclistes fins a la Bretanya. L'esprint intermedi de l'etapa es troba a Saint-Hilaire-de-Chaléons (km 104).

## Desenvolupament de l'etapa
Només començar l'etapa es produí l'escapada del dia, integrada per cinc ciclistes: José Ivan Gutiérrez (Movistar Team, Mickaël Delage (FDJ), Maxime Bouet (AG2R La Mondiale), Niki Terpstra (QuickStep Cycling Team) i Rubén Pérez Moreno (Euskaltel–Euskadi). La diferència cresqué molt ràpidament, i al km 74 ja disposaven de 8' 05" sobre el gran grup encapçalat pel Garmin-Cervélo.
A l'esprint de Saint-Hilaire-de-Chaléons (km 104) el primer va serDelage, igual que en el pas per l'única dificultat muntanyosa del dia, el Pont de Saint-Nazaire (km 143). En aquest punt la diferència s'havia reduït fins a 1' 35" gràcies a la bona feina feta pels equips dels esprintadors. Entre els escapats el primer a atacar va ser Gutiérrez, que juntament amb Delage marxaren dels altres tres. A 15 km el trio va ser agafat, mentre que els dos capdavanters ho van ser a manca de 9 km.
A l'esprint el vencedor va ser Tyler Farrar (Garmin-Cervélo), que dedicà la seva primera victòria al Tour de França al seu amic Wouter Weylandt, mort durant la disputa del darrer Giro d'Itàlia. No es produí cap canvi en les classificacions del Tour.

## Esprints
| Primer  | Mickaël Delage      | 20 pts |
| Segon   | José Iván Gutiérrez | 17 pts |
| Tercer  | Niki Terpstra       | 15 pts |
| Quart   | Rubén Pérez Moreno  | 13 pts |
| Cinquè  | Maxime Bouet        | 11 pts |
| Sisè    | Denís Galimziànov   | 10 pts |
| Setè    | José Joaquín Rojas  | 9 pts  |
| Vuitè   | Tom Boonen          | 8 pts  |
| Novè    | Philippe Gilbert    | 7 pts  |
| Desè    | Leonardo Duque      | 6 pts  |
| Onzè    | Gert Steegmans      | 5 pts  |
| Dotzè   | Borut Božič         | 4 pts  |
| Tretzè  | Romain Feillu       | 3 pts  |
| Catorzè | Jimmy Engoulvent    | 2 pts  |
| Quinzè  | André Greipel       | 1 pt   |

| Primer  | Tyler Farrar         | 45 pts |
| Segon   | Romain Feillu        | 35 pts |
| Tercer  | José Joaquín Rojas   | 30 pts |
| Quart   | Sébastien Hinault    | 26 pts |
| Cinquè  | Mark Cavendish       | 22 pts |
| Sisè    | Thor Hushovd         | 20 pts |
| Setè    | Julian Dean          | 18 pts |
| Vuitè   | Borut Bozic          | 16 pts |
| Novè    | André Greipel        | 14 pts |
| Desè    | Jimmy Engoulvent     | 12 pts |
| Onzè    | Denís Galimziànov    | 10 pts |
| Dotzè   | Sébastien Turgot     | 8 pts  |
| Tretzè  | Edvald Boasson Hagen | 6 pts  |
| Catorzè | Gianni Meersman      | 4 pts  |
| Quinzè  | Geraint Thomas       | 2 pt   |

## Cotes
- Pont de Saint-Nazaire. 66m. 4a categoria (km 143) (1,1 km al 4,9%)

| Primer | Mickaël Delage | 1 pt |

## Classificació de l'etapa
|    | Ciclista           | Equip              | Temps      |
| -- | ------------------ | ------------------ | ---------- |
| 1  | Tyler Farrar       | Garmin-Cervélo     | 4h 40' 21" |
| 2  | Romain Feillu      | Vacansoleil-DCM    | m. t.      |
| 3  | José Joaquín Rojas | Movistar Team      | m. t.      |
| 4  | Sébastien Hinault  | AG2R La Mondiale   | m. t.      |
| 5  | Mark Cavendish     | Team HTC-High Road | m. t.      |
| 6  | Thor Hushovd       | Garmin-Cervélo     | m. t.      |
| 7  | Julian Dean        | Garmin-Cervélo     | m. t.      |
| 8  | Borut Božič        | Vacansoleil-DCM    | m. t.      |
| 9  | André Greipel      | Omega Pharma-Lotto | m. t.      |
| 10 | Jimmy Engoulvent   | Saur-Sojasun       | m. t.      |

## Classificació general
|    | Ciclista             | Equip             | Temps      |
| -- | -------------------- | ----------------- | ---------- |
| 1  | Thor Hushovd         | Garmin-Cervélo    | 9h 46' 46" |
| 2  | David Millar         | Garmin-Cervélo    | m. t.      |
| 3  | Cadel Evans          | BMC Racing Team   | + 1"       |
| 4  | Geraint Thomas       | Team Sky          | + 4"       |
| 5  | Linus Gerdemann      | Team Leopard-Trek | + 4"       |
| 6  | Edvald Boasson Hagen | Team Sky          | + 4"       |
| 7  | Frank Schleck        | Team Leopard-Trek | + 4"       |
| 8  | Andy Schleck         | Team Leopard-Trek | + 4"       |
| 9  | Jakob Fuglsang       | Team Leopard-Trek | + 4"       |
| 10 | Bradley Wiggins      | Team Sky          | + 4"       |

|    | Ciclista           | Equip              | Total  |
| -- | ------------------ | ------------------ | ------ |
| 1r | José Joaquín Rojas | Movistar Team      | 64 pts |
| 2n | Tyler Farrar       | Garmin-Cervélo     | 58 pts |
| 3r | Philippe Gilbert   | Omega Pharma-Lotto | 52 pts |

|    | Ciclista         | Equip              | Total |
| -- | ---------------- | ------------------ | ----- |
| 1r | Philippe Gilbert | Omega Pharma-Lotto | 1 pt  |
| 2n | Mickaël Delage   | FDJ                | 1 pt  |

|    | Ciclista             | Equip              | Temps      | Temps |
| -- | -------------------- | ------------------ | ---------- | ----- |
| 1r | Geraint Thomas       | Team Sky           | 9h 46' 50" |       |
| 2n | Edvald Boasson Hagen | Team Sky           | m. t.      |       |
| 3r | Tejay van Garderen   | Team HTC-High Road | + 01"      |       |

|    | Equip             | Temps       | Temps |
| -- | ----------------- | ----------- | ----- |
| 1r | Garmin-Cervélo    | 28h 30' 42" |       |
| 2n | BMC Racing Team   | + 1"        |       |
| 3r | Team Leopard-Trek | + 4"        |       |

## Abandonaments
No es produí cap abandonament durant la disputa de la primera etapa.